# Triarii
Triarii (Тріа́рії) — сольний музичний проект німецького композитора Крістіана Ердманна, створений  2004 року. 
Назва гурту походить від тріаріїв - елітних воїнів важкої піхоти римського легіону.

Музичний стиль гурту поєднує в собі жанри мартіал-індастріал, неокласику і неофолк.

Перший сингл "Triumph" був випущений 2004 року берлінським лейблом Eternal Soul Records, тиражем майже 300 копій, у 2005 році відбувся перший повноформатний реліз "Ars Militaria", присвячений римському VI Залізному легіону, тиражем 500 копій. 8 травня 2006 року був випущений альбом "Pièce Héroique", композиція якого "Roses 4 Rome" була створена у співпраці з Томасом Петтерсоном зі шведського гурту Ordo Rosarius Equilibrio. У 2009 року у співпраці з Ordo Rosarius Equilibrio з'явився проект TriORE.

## Дискографія
Альбоми
- 2005 — Ars Militaria
- 2006 — Pièce Héroique
- 2008 — Muse in Arms

Синґли та EP
- 2004 — Triumph
- 2005 — Imperivm
- 2008 — We are One
- 2011 — W.A.R.
- 2011 — Exile